# Перехватка (деревня)
 Перехватка  — опустевшая деревня в Краснобаковском районе Нижегородской области. Входит в состав Чащихинского сельсовета.

## География
Деревня находится в северо-восточной части Нижегородской области к западу от реки Ветлуги на расстоянии приблизительно 5 километров по прямой на запад от посёлка Красные Баки, административного центра района, у железнодорожной линии Нижний Новгород-Котельнич.

## История
Была известна с 1670 года. В более позднее время здесь было место для отдыха проезжающих.

## Население
Постоянное население не было учтено как в 2002 году, так и в 2010.